# Khu chế xuất Tân Thuận
Khu chế xuất Tân Thuận là khu chế xuất đầu tiên của Việt Nam, thành lập năm 1991. Khu chế xuất Tân Thuận nằm tại phường Tân Thuận, Thành phố Hồ Chí Minh, diện tích 300 ha, kề bên Khu đô thị Phú Mỹ Hưng. Các doanh nghiệp hoạt động trong khu chế xuất này chủ yếu là sản xuất để xuất khẩu. Hàng hóa, nguyên liệu... ra vào khu chế xuất này được xử lý như hàng hóa xuất khẩu và nhập khẩu. Các doanh nghiệp hoạt động trong khu chế xuất này được hưởng các ưu đãi về thuế suất xuất nhập khẩu.